# Kloster Ilmmünster

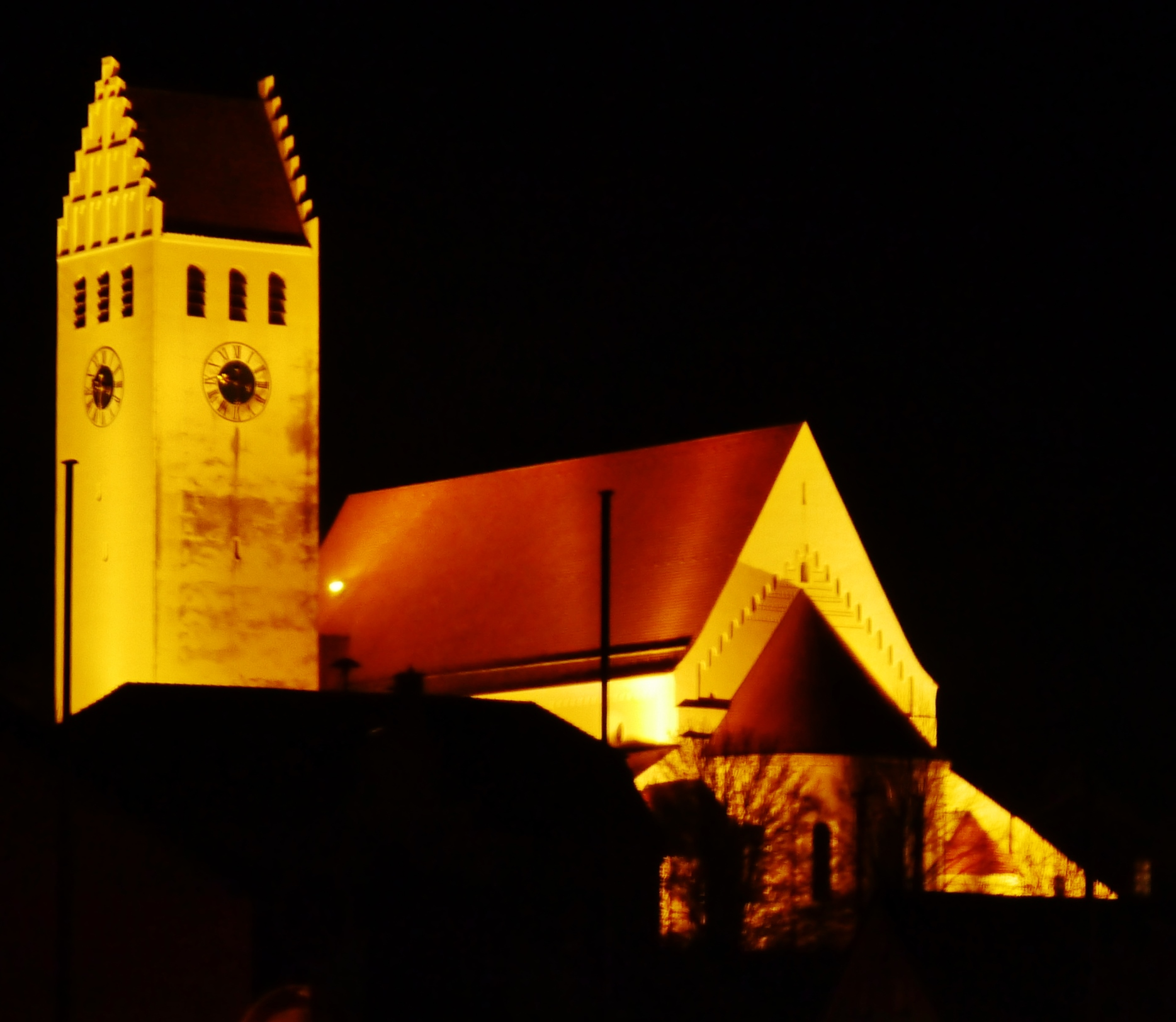
Kloster Ilmmünster bei Nacht (2015)

Das Kloster Ilmmünster ist ein ehemaliges Kollegiatstift in Ilmmünster in Bayern in der Diözese Freising.

## Geschichte
Das dem hl. Arcadius geweihte Kloster wurde 762 durch Adalbert und Otker, Angehörige der einheimischen Familie der Huosi, gegründet. Die Reliquien des Arcadius wurden, etwa gleichzeitig mit denen des St. Quirinus für das Kloster Tegernsee, zwischen 765 und 804 durch den ersten Bischof Eio von Rom nach Ilmmünster überbracht. Zunächst Benediktinerkloster, war es seit 1060 Kollegiatstift. 1493 wurde das Kloster an das Münchner Frauenstift transferiert. Mit der Übertragung der Reliquien des hl. Arcadius nach München entfiel die bis dahin bestehende Wallfahrt. Im 18. Jahrhundert war Ilmmünster Residenz des Münchner Kapiteloffizials. 1803 wurden die Güter im Zuge der Säkularisation verkauft.

### Pröpste
Quelle
- Siegfrid, 1068
- Ulrich, 1170, 1177
- Wichnaud, 1198
- Rapoto, 1209
- Ulrich, 1228
- Dietrich, 1238, 1260
- Albert von (der) March, 1266, 1290; kaiserlicher Kanzler
- Heinrich, 1298, 1308
- Nicolaus, 1315, 1325
- Heinrich, 1329
- Ulrich von Leonrod, 1340, 1349
- Johann von Neumarkt (Neuenburger), 1387, 1411
- Johann Fuchsmündler, 1417, 1446
- Nikolaus von Kues, um 1437–1455 (unsicher)
- Conrad Syber, 1449, 1467
- Theodorich Mayer, 1472, 1494

## Kollegiatstiftskirche

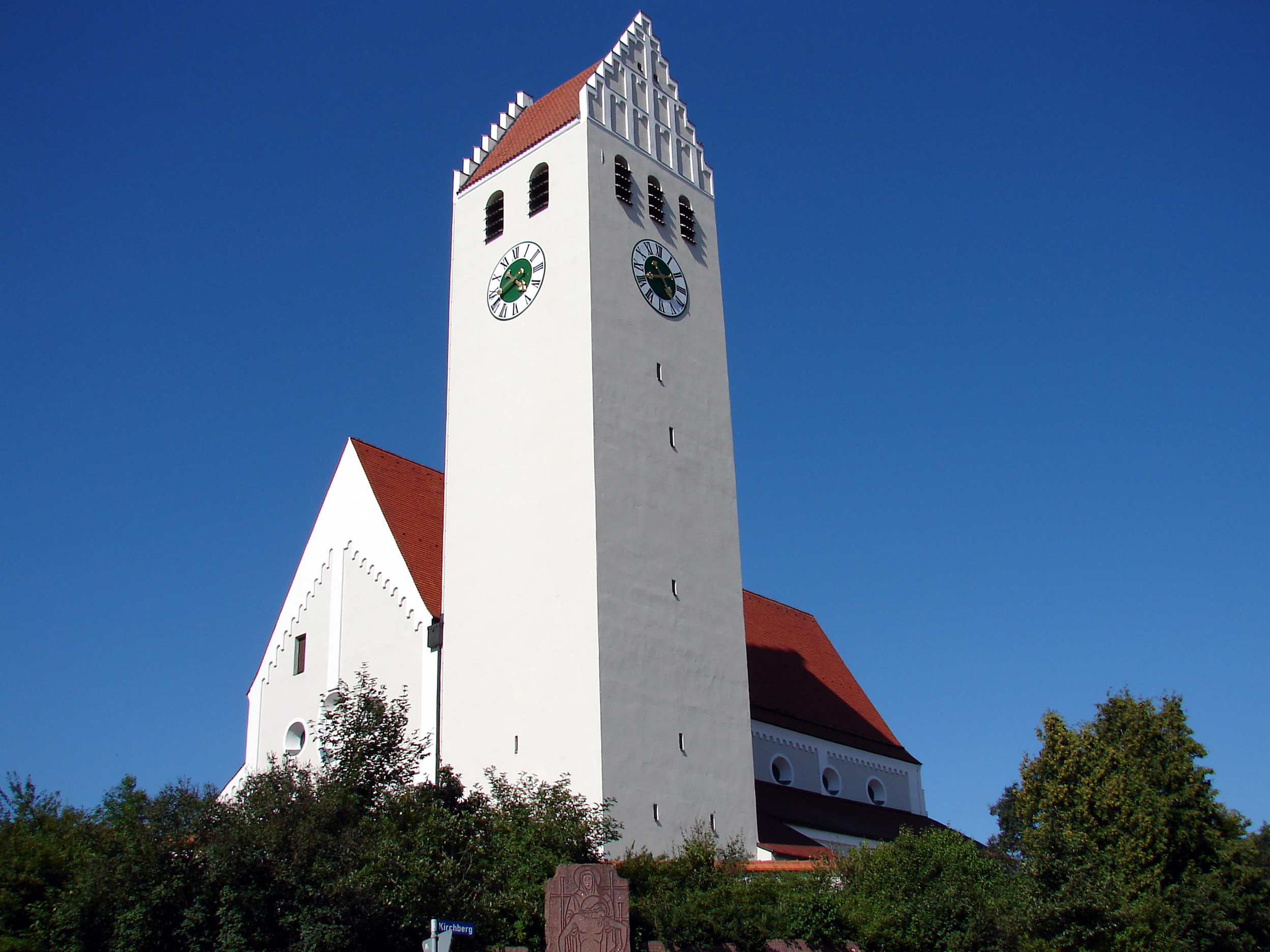
Basilika St. Arsatius: Außenansicht (2009)

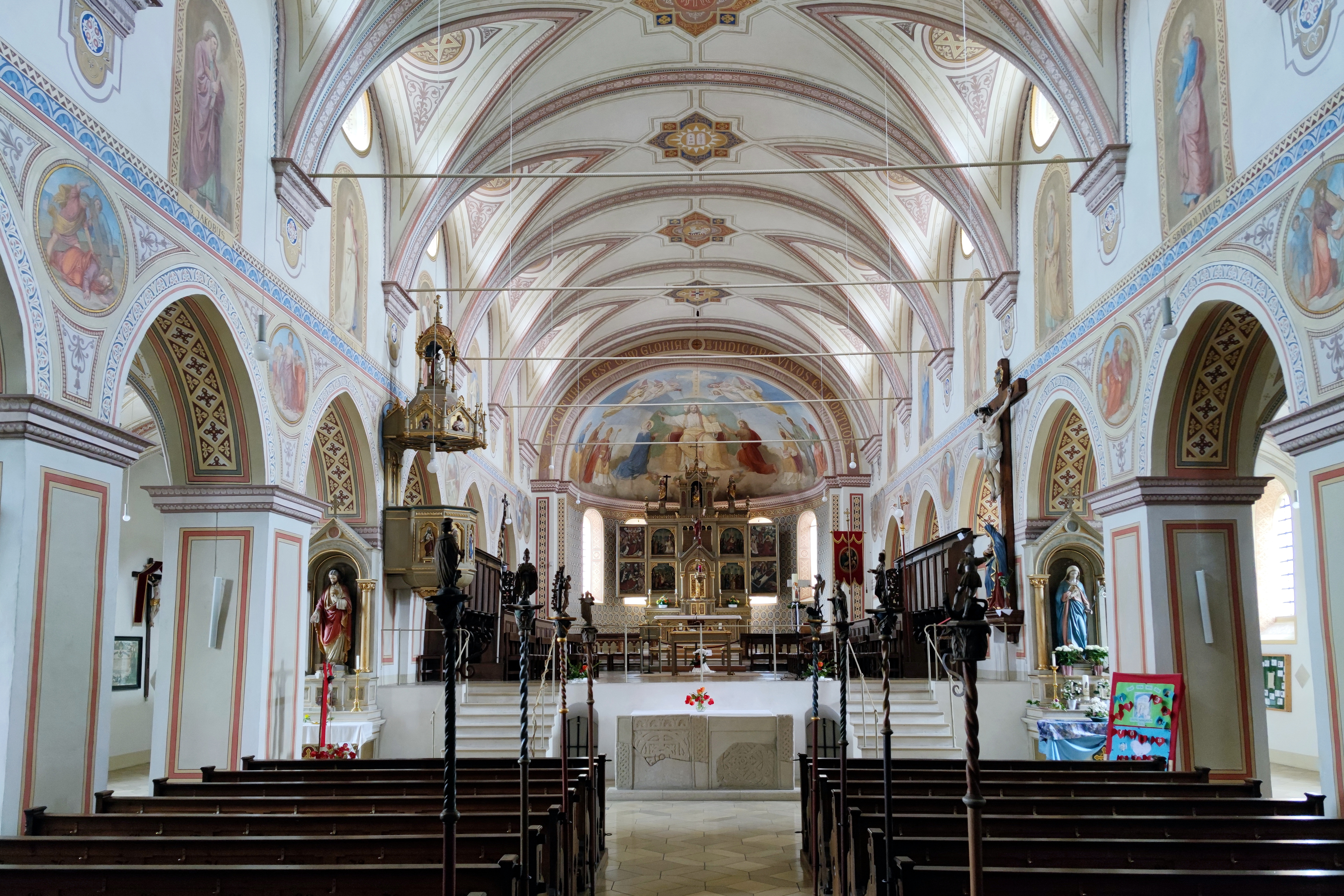
Basilika St. Arsatius: Innenraum